# Nassarius agapetus
Nassarius agapetus là một loài ốc biển, là động vật thân mềm chân bụng sống ở biển thuộc họ Nassariidae.

## Miêu tả
Kích thước vỏ ốc khoảng 6.5 mm

## Phân bố
Loài này phân bố ở Biển Đỏ, ở Ấn Độ Dương dọc theo Réunion và ở hải vực Ấn Độ Dương-Tây Thái Bình Dương.